# 太宰俊吾
太宰 俊吾（だざい しゅんご、1939年1月20日 - ）は、日本の経営者。日立建機社長、会長を務めた。

## 経歴
兵庫県出身。1961年に大阪大学工学部を卒業し、同年に日立建機に入社。
1995年6月に取締役に就任し、1997年6月に常務、1999年6月に専務を経て、2003年4月に社長に就任。2006年4月に会長に就任し、2010年6月には相談役に就任。日立製作所、日立国際電気各取締役も務めた。